# Nikita Ramsey
Nikita Ramsey (ur. 10 lutego 1988 w Bournemouth, Dorset) – brytyjska aktorka. Ma siostrę bliźniaczkę – Jade, która również jest aktorką.
Najbardziej znana z roli Piper Williamson, bliźniaczej siostry Patricii z serialu młodzieżowego Nickelodeon – Tajemnice domu Anubisa. Wystąpiła również w innych filmach i serialach jak: X-Men 2, Bridget Jones: W pogoni za rozumem, Mad Men, Zoey 101 i wielu innych. W 2013 roku wystąpiła w roli Holly Dahl filmie Silver Falls, gdzie zagrała wraz ze swoją siostrą Jade Ramsey. Obie gwiazdy zagrały siostry bliźniaczki – Holly i Heather Dahl.

## Wybrana filmografia
- 2003: X-Men 2 jako X-bliźniaczka
- 2004: Bridget Jones: W pogoni za rozumem jako bliźniaczka
- 2007: Mad Men jako przesłuchiwana bliźniaczka
- 2008: Zoey 101 jako jedna z bliźniaczek
- 2010: Legendarne amerykańskie pidżama party jako Ady Abbey
- 2012-2013: Tajemnice domu Anubisa jako Piper Williamson
- 2013: Silver Falls jako Holly Dahl